# Radio Vrij Zilverberg
Radio Vrij Zilverberg (RVZ) was een piratenzender die vanaf winter 1977-78 tot 11 mei 1987 heeft uitgezonden vanaf de studentenflat Zilverberg in Amsterdam-Noord. Het station was beter bekend onder de afkorting RVZ, wat al snel de officiële naam van het station werd, toen het station zeker ook en later vooral buiten de studentenflat beluisterd werd.

## Studenten
De eerste twee jaren werden bepaald door het inhouse radio karakter van het station, dat flat en omgeving bediende via een lichte FM-zender. Het station was toen meestal in de lucht na sluitingstijd van de flatbar, dus diep in de nacht. De frequentie was 100 MHz. Vanaf herfst 1979 werkte het station met een sterkere zender en een verticaal gepolariseerde antenne, waardoor aanvankelijk Amsterdam-Noord en later Amsterdam en de wijde omgeving bestreken werd. 
Via deze sterkere zender werden in toenemende mate geregelde programma's uitgezonden in de avonduren. De programma's werden de eerste jaren uitsluitend verzorgd door mensen die in de Zilverbergflat woonden of gewoond hadden. De studenten-achtergrond van de programmamakers bepaalde de presentatiewijze en muziekkeuze. Deze kan het best als alternatief aangemerkt worden: new wave, punk, hiphop of rap, zogeheten wereldmuziek, house (vanaf 1986) en in het algemeen alles wat op de legale Hilversumse radio weinig, (nog) niet of wellicht nooit te horen zou zijn.

## 95.5
In 1980 verhuisde het station naar de frequentie 96 MHz, en in 1982 naar 95,5 MHz. In de loop van 1983 kwamen de kraakradiostations De Vrije Keyser en Radio GOT ook op deze frequentie en van beide kanten werd vastgesteld dat in goed overleg de frequentie gedeeld kon worden. Later in het jaar voegde zich het wat muziekkeuze betreft verwante station WHS bij dit overlegplatform, waardoor de stedelijke alternatieve frequentie tot stand kwam, waarbij evenwel elk station zijn eigen zender, studio en uitzendformule behield. RVZ vulde binnen dit samenwerkingsverband inmiddels de middag- en de vroege avonduren. De 95,5 werd in korte tijd zozeer een begrip in Amsterdam dat het gemeentelijke Bureau Jeugdzaken de frequentie aanbeval aan jonge toeristen. Dit leek er op te wijzen dat de stations gedoogd werden door de gemeente. De betrokken stations waren ook nadrukkelijk niet-commercieel, al zond WHS wel wat advertenties uit.

## Alleen in Full Mono
Onderling ongenoegen tussen de kraakradiostations leidde ertoe dat op 2 februari 1985 Radio GOT verhuisde naar 100 MHz. Dreigende ontruiming van de studio bracht WHS er toe ook daadwerkelijk in te trekken bij het inmiddels Factum geheten GOT. Dit nieuwe samenwerkingsverband, Radio 100, is tot 2003 blijven uitzenden in de Amsterdamse ether.
RVZ bleef feitelijk alleen als middelgroot station achter op de 95.5. Hoewel vrijwel alle programmamakers (ex-)student waren, kwamen de meesten niet meer van de Zilverberg. Het station had vanaf 1985 een format, gekoppeld aan een eigen top-20 waarin niets te vinden was wat op de Hilversumse zenders te horen was. Ook werd zes dagen in de week een uitgebreide culturele agenda uitgezonden en een zondagse avond gewijd aan soul, de muziek die hoofdingrediënt was van de feestavonden die het station in de laatste jaren organiseerde.
In 1987 werd de toestand op de Amsterdamse FM-band steeds chaotischer. Frequenties werden klakkeloos gevuld door stations die geen rekening hielden met storing van legale stations of andere vrije zenders. 
Op 11 mei omstreeks 19.15 maakte de opsporingsdienst een einde aan RVZ, waar juist Twenty rocking years van The Quotations opstond. Toen het station op het punt stond terug te keren werd bekendgemaakt dat de vertrouwde thuisbasis de Zilverberg gesloopt zou gaan worden. Van terugkeer vanaf een andere plaats is niets terechtgekomen.

## Zilverberg
Naast RVZ bestond op de Zilverberg een als alternatief bedoeld radiostation, Radio Kemphaan, dat tussen 1979 en 1981 ook zelfstandig programma's heeft uitgezonden. Toen de kamer/studio van RVZ pal boven die van Kemphaan werd ingericht werd dit station al spoedig uitgenodigd toe te treden tot RVZ. Na een periode van programma's onder de naam Kemphaan op RVZ werd het zwakkere station geluidloos opgeheven. In de herfst van 1981 ging het zusterstation de Kattenburger Radio Omroep (KRO) van start, eveneens oorspronkelijk bedoeld als station voor studentenhuisvesting, en wel op het Amsterdamse eiland Kattenburg. Enkele programmamakers van deze KRO hebben ook bij RVZ gewerkt. 
RVZ was als 95,5-zender betrokken bij de oprichting van de eerste legale lokale Amsterdamse omroep Radio X, later AmsterdamFM, waarbij ook vele RVZ-deejays programma's hebben gemaakt.    
De eerste dagen met een zender die tot buiten Amsterdam te ontvangen was, in 1983, heette RVZ Radio Vrij Gdańsk.

## Programmamakers/deejays
Een lijst namen van mensen die programma's gemaakt hebben bij RVZ, de meesten zijn er gedebuteerd, tussen haakjes het bekendste pseudoniem zoals gebruikt bij RVZ, in volgorde van aantreden:
- Uuk Vorsteveld, (Cor Groenslagter), oprichter
- Marcel Kennis (Freek Frituur)
- Fer Abrahams (Dr. Demento)
- André de Raaij (Rob Gerritsen)
- Jack Quarles (Henk Pardoel)
- Peter Remmelenkamp (Peter Beuconetti)
- Jeroen Dirks (Peter Waslijn)
- George Claassen (Lodewijk Bosch)
- Willem Perreijn
- Frans Bonte (De Rots)
- August Wolfjager (Weju)
- Frank Lub (Rip van Winkel)
- Dick-Jan Broer (Rob van Ewijk)
- Peter Bartlema
- Rubia Goedhart (Daisy Bouterse)
- Silvia Terribili (Sheherazade)
- Pieter Buijs (Frits van Egters)
- Aad Lindeman (Gerrit Theunissen)
- Luc Nijenhuis (Crazy Boy Luke)
- Bart Benus (Evert)
- Dolf Jansen (DJ, spreek uit: déjé, Hans Sibbel was enkele malen te gast bij hem)
- Tom Prins (Ad Rem)
- Ruben Mooijman (Ruud van Delft)
- 'Celle van Hoof = Marcel van Hoof (Papa 'Cil)
- Steve Green
- Annabelle Parker
- Paula Scherpenzeel (Dr. Robert)
- Marc van Gurp (Paul Vlaanderen)
- Bob Fokkens
- Bob van Wijk (fictieve deejay - eigenlijk een nonstop-draaiend cassettedeck)
- Hans Diepstraten (Johan Alverman)
- Pim van Leeuwn
- Marleen Stikker
- Piet van de Merwe (Peter Lorre)
- Mirko Haarmans
- Arjan Boonacker
- Pieter Fabriek (Dick Bosch)
- Paul Sijtsma (Nacht & Ontij)
- Eric Makel (Nacht & Ontij)
- Claude Spier (Robbert Bedford)
- AiMei Oey (Jane Honda)

## Gezichtsbepalende artiesten van RVZ
Enkele namen die een beeld moeten geven van het profiel van het station:
- Yellow Magic Orchestra (herkenningsmelodie 1980-87)
- The Pogues (door Dolf Jansen consequent Pog ma Thon genoemd)
- The Smiths
- Billy Bragg
- Hüsker Dü
- Fatal Flowers
- The Ex
- Jo'burg City Stars
- Marvin Gaye
- Bhundu Boys
- Fela Kuti
- Júlio Pereira